# Upplands runinskrifter 686
Upplands runinskrifter 686 är en vikingatida runsten av ljus gnejsgranit i Sanda, Skoklosters socken och Håbo kommun. Runstenen är 1,95 meter hög och 1,45 meter bred. Runhöjden är 7 till 9 centimeter. Ristningen är inte signerad men är sannolikt utförd av samme ristare som utförd U 685.

## Inskriften
Translitterering av runraden:
· þurbiurn · auk · kurþi · (a)uk · (u)ifari · þaiʀ · litu · (r)aisa · mirki · þisa · [at ·] uibiurn · faþur · sin ·
Normalisering till runsvenska:
Þorbiorn ok kurþi ok Viðfari, þæiʀ letu ræisa mærki þessa at Vibiorn, faður sinn.
Översättning till nusvenska:
Torbjörn och kurþi och Vidfare, de läto resa dessa minnesmärken efter Vibjörn, sin fader.
Något mansnamn som svarar mot runorna kurþi är inte känt.